# Aatal

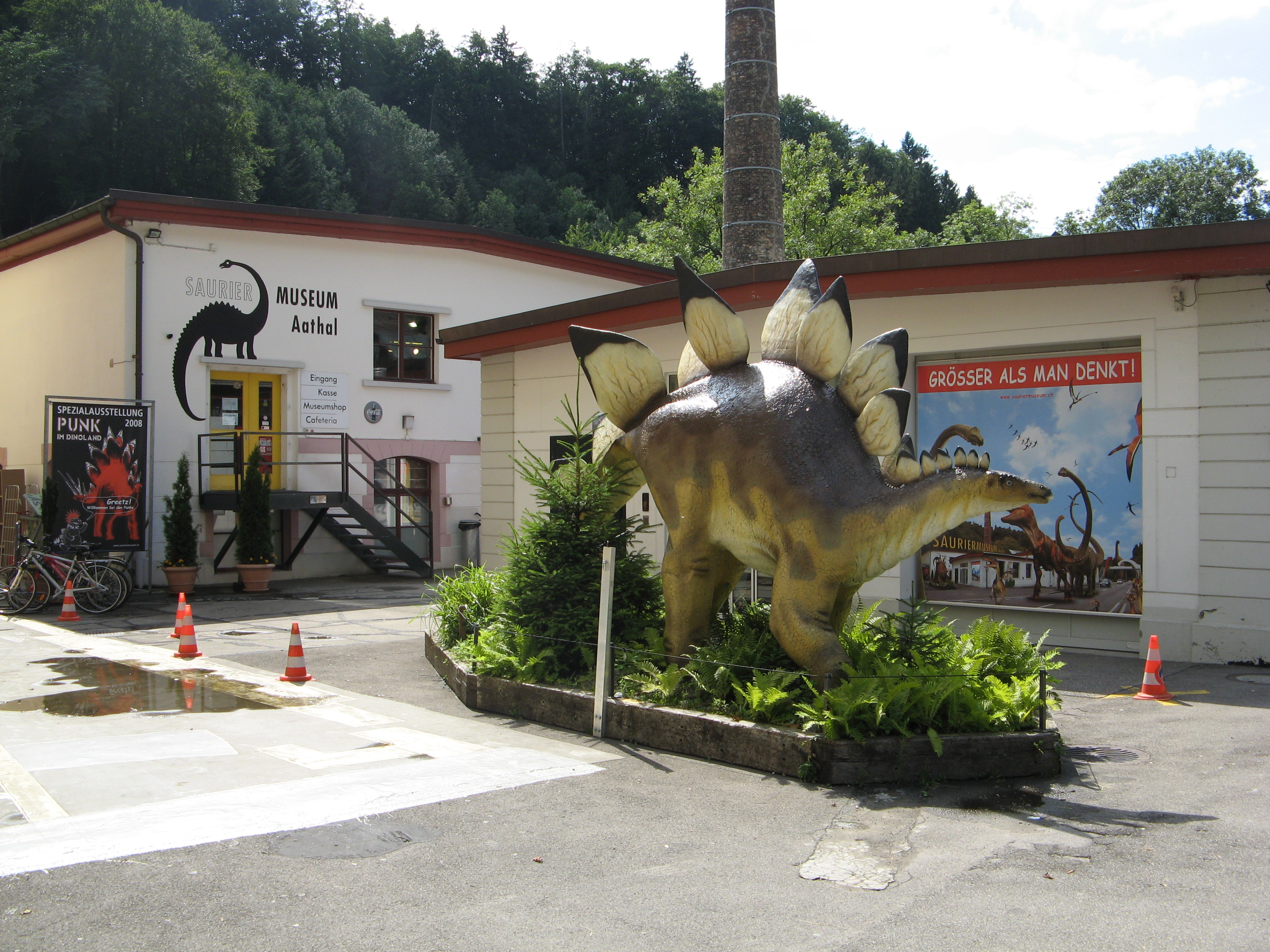
Das Sauriermuseum Aathal

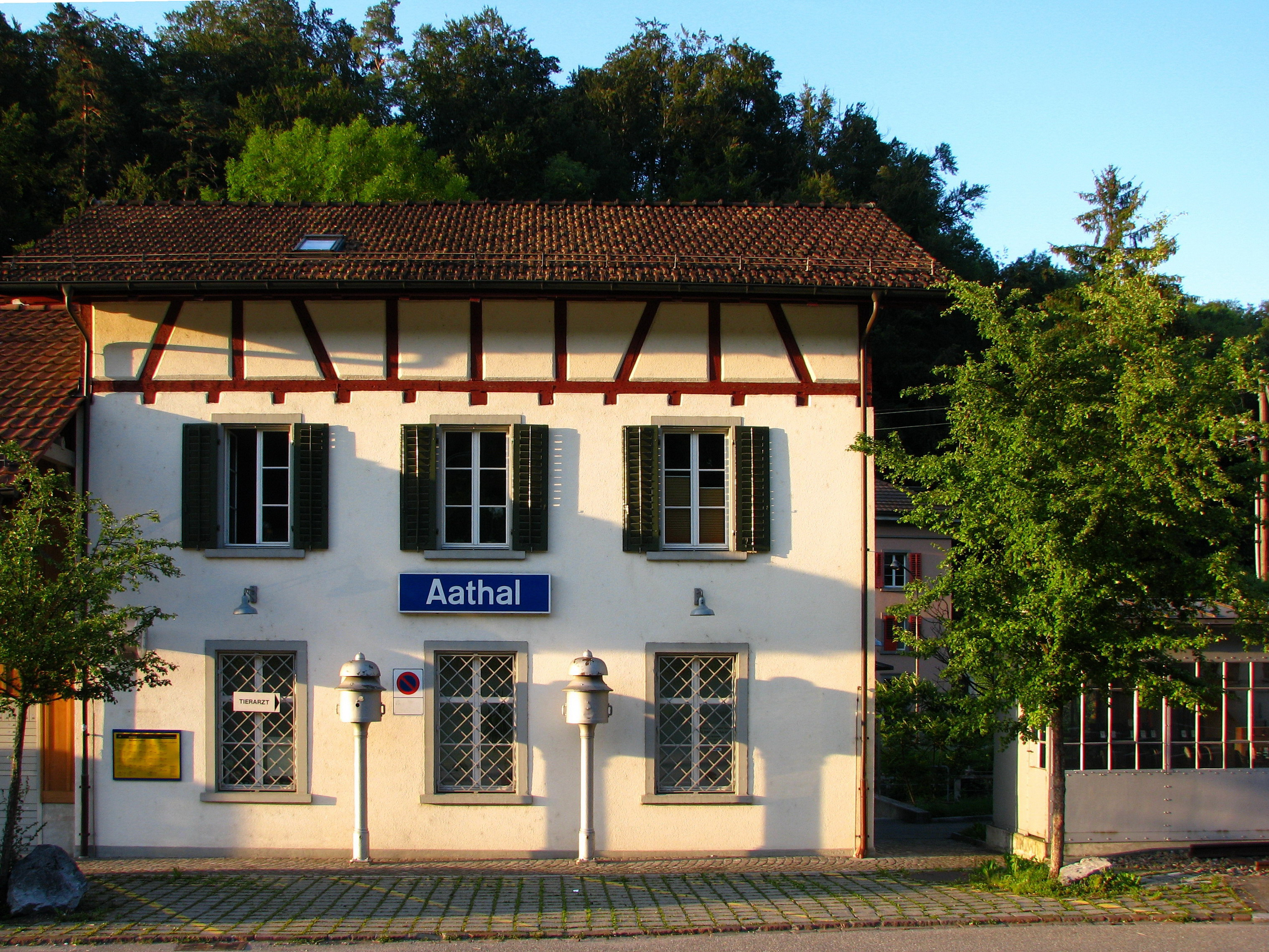
Der ehemalige Bahnhof von Aathal

Das Aatal ist ein enges, von Wäldern flankiertes Tal zwischen den Städten Uster und Wetzikon im Kanton Zürich, Schweiz. Es wird von der Ustermer Aa durchflossen. Im Aatal liegt der zur Gemeinde Seegräben gehörende Ort Aathal, dessen Name auf die vor der Rechtschreibreform von 1901 gültige Schreibweise für Tal zurückgeht. 
Das Aatal ist eine wichtige Verkehrsader mit Industrie und Gewerbe, welche den Grossraum Zürich mit den Gemeinden des Zürcher Oberlandes verbindet. So führt die stark belastete, überregionale Hauptstrasse (Kantonsstrasse) zwischen Uster und Wetzikon durch das Tal, ebenso wie die Strecke der ehemaligen Glatthalbahn, auf der die S14 der S-Bahn Zürich die Haltestelle Aathal halbstündlich bedient. Neben den Bauwerken verschiedener ehemaliger Spinnereibetriebe, welche durch einen Industrielehrpfad miteinander verbunden sind, ist das Dinosauriermuseum eine weitere Sehenswürdigkeit.
Im 18./19. Jahrhundert wurde die Wasserkraft durch die Baumwollindustrie intensiv genutzt. Seit dem Jahr 2008 sind Bestrebungen im Gange, um die Kleinwasserkraftwerke wieder vermehrt für die Stromproduktion zu Nutzen.